# Elisabethiella reflexa
Elisabethiella reflexa is een vliesvleugelig insect uit de familie vijgenwespen (Agaonidae). De wetenschappelijke naam is voor het eerst geldig gepubliceerd in 1975 door Jacobus Theodorus Wiebes.